# Janjgir-Champa
Der Distrikt Janjgir-Champa (Hindi जांजगीर-चाम्पा जिला) befindet sich zentral im nördlichen Teil des indischen Bundesstaates Chhattisgarh.
Der Distrikt wurde am 25. Mai 1998 eingerichtet. Die Distriktverwaltung befindet sich in der Stadt Janjgir-Naila. 
Der Distrikt wird im Süden vom Flusslauf der Mahanadi begrenzt. Er misst knapp 100 km in West-Ost-Richtung sowie knapp 50 km in Nord-Süd-Richtung. Der Fluss Hasdeo durchströmt den Distrikt in Nord-Süd-Richtung und teilt diesen in zwei etwa gleich große Teile. 
Die Distriktfläche umfasst 4466,74 km² (nach anderen Quellen 3853 km²). Die Einwohnerzahl betrug 2011 1.619.707, 10 Jahre zuvor lag sie noch bei 1.317.431.
Im Distrikt wird Getreide (Reis, Hirse und Weizen) angebaut. Die Minimata-Bango-Talsperre liefert für die Bewässerungsflächen das Wasser.

## Verwaltungsgliederung
Der Distrikt Janjgir-Champa ist wie folgt verwaltungstechnisch gegliedert:
- 5 Subdivisionen (Champa, Dabhara, Janjgir, Pamgarh, Sakti)
- 10 Tehsils(Akaltara, Baloda, Champa, Dabhara, Jaijaipur, Janjgir, Malkharoda, Nawagarh, Pamgarh, Sakti)
- 16 R.I. Mandal (Adbhar, Akalatara, Bamhindih, Baroda, Champa, Chandrapur, Dabhara, Hasod, Jaijaipur, Janjgir, Malkharoda, Nawagarh, Pamgarh, Rahod, Sakti, Shivarinarayan)
- 232 Patwari Halka
- 9 Blöcke/Janpad Panchayats (Akaltara, Baloda, Bamhindih, Dabhara, Jaijaipur, Malkharoda, Nawagarh, Pamgarh, Sakti)

- 4 Municipal Councils (Akaltara, Champa, Janjgir-Naila, Sakti)
- 11 Nagar Panchayats (Adbhar, Baloda, Baradwar, Chandrapur, Dabhara, Jaijaipur, Kharod, Nawagarh, Rahaud, Saragaon, Shivarinarayan)
- 915 Dörfer (913 Revenue Villages, 2 Forest Villages)